# Nastro Azzurro (premio)
Il Nastro Azzurro (Blue Riband in inglese, pronuncia: bluː ˈrɪbənd) era il riconoscimento non ufficiale attribuito alla nave passeggeri che deteneva il record di velocità media di attraversamento dell'Oceano Atlantico in regolare servizio commerciale e senza scali di nessun tipo. 
Con l'avvento dell'aviazione commerciale e la conseguente fine del trasporto passeggeri transatlantico tramite navi, il riconoscimento non è più stato attribuito.

## Storia
Il nome del riconoscimento, che deriverebbe dalle corse di cavalli, fu usato per la prima volta intorno al 1910. Secondo regole non scritte, dal momento che ogni nave percorre una rotta differente, il record viene attribuito in relazione alla velocità media piuttosto che al tempo impiegato per la traversata. Tradizionalmente una nave può fregiarsi del Nastro Azzurro solo quando infrange il record di velocità esistente relativo alla traversata da est a ovest, durante la quale si deve affrontare l'azione sfavorevole della corrente del Golfo. I record stabiliti nelle traversate da ovest a est godono comunque di una certa considerazione.
Il riconoscimento è stato ufficializzato come trofeo per la prima volta nel 1935, su proposta del deputato inglese Harold Hales, venendo per questo anche chiamato "Hales Trophy". La RMS Queen Mary si aggiudicò l'ambito trofeo nel 1938 e lo detenne fino al 1952, quando le fu strappato dalla grandissima nave passeggeri statunitense United States, che abbassò il tempo di traversata a 82 ore e 31 minuti: tale risultato è rimasto l'ultimo considerato ufficiale e corretto per l'attribuzione del riconoscimento. I regolamenti ufficiali per aggiudicarsi il prestigioso trofeo prevedono che le navi concorrenti siano regolarmente iscritte nei registri navali ufficiali dello stato di bandiera, ufficialmente autorizzate al servizio passeggeri e abilitate al trasporto postale; durante la traversata atlantica da est a ovest in cui viene realizzato il record, la nave deve avere a bordo posta e passeggeri paganti e un equipaggio interamente composto da marinai professionisti.
L'unica nave italiana a fregiarsi del Nastro Azzurro è stata il famoso transatlantico Rex della Italia Flotte Riunite, che nel 1933, comandato da Francesco Tarabotto, partendo da Gibilterra, impiegò 4 giorni, 12 ore e 53 minuti per raggiungere il faro di Ambrose, situato all'imboccatura del porto di New York, a una velocità media di 28,92 nodi.

### Tentativi recenti
Con il progresso dell'aeronautica e la nascita dei voli di linea, che hanno sostituito i bastimenti transatlantici come principale modalità di trasporto di persone tra l'Europa e le Americhe, il Nastro Azzurro non è stato più attribuito. Alcuni natanti hanno provato ugualmente a reclamare il trofeo, tuttavia nessun reclamo è esente da controversie.
Richard Branson, volendo riportare il record in Inghilterra, nel 1985 stabilisce un tempo record di 80 ore e 31 minuti con il Virgin Atlantic Challenger, ma tale dato non viene considerato valido per strappare il premio custodito nel Maritime Museum a Long Island, perché Branson ha dovuto rifornirsi di combustibile per tre volte, non soddisfacendo in tal modo le condizioni necessarie per vincere il trofeo.
Nel 1990 la nave HSC Hoverspeed Great Britain attraversa l'Atlantico in un tempo di 79 ore e 54 minuti; tuttavia anche quest'impresa non soddisfa il regolamento del Nastro Azzurro, dal momento che la nave non era una nave passeggeri in servizio di linea.
Nel 1992 la nave italiana Destriero, con una velocità media di quasi 100 km/h, riesce ad abbassare il record a 58 ore e 34 minuti, reclamando così il riconoscimento, sulla cui reale attribuzione, tuttavia, esistono controversie, principalmente perché la traversata è avvenuta da ovest verso est e perché neppure la Destriero stava svolgendo un regolare servizio passeggeri.

## Le traversate

### Traversata verso ovest (Detentori del Nastro Azzurro)
| Data                        | Nave                     | Armatore                                      | Bandiera | Da          | A          | Distanza                         | Durata                        | Velocità                |
| --------------------------- | ------------------------ | --------------------------------------------- | -------- | ----------- | ---------- | -------------------------------- | ----------------------------- | ----------------------- |
| 4-22 aprile 1838            | Sirius                   | British and American Steam Navigation Company |          | Cork        | Sandy Hook | 3 583 miglia nautiche (6 636 km) | 18 giorni, 14 ore e 22 minuti | 8,03 nodi (14,87 km/h)  |
| 8-23 aprile 1838            | Great Western            | Great Western Steamship Company               |          | Avonmouth   | New York   | 3 220 miglia nautiche (5 960 km) | 15 giorni e 12 ore            | 8,66 nodi (16,04 km/h)  |
| 2-17 giugno 1839            | Great Western            | Great Western Steamship Company               |          | Avonmouth   | New York   | 3 140 miglia nautiche (5 820 km) | 14 giorni e 16 ore            | 8,92 nodi (16,52 km/h)  |
| 18-31 maggio 1839           | Great Western            | Great Western Steamship Company               |          | Avonmouth   | New York   | 3 086 miglia nautiche (5 715 km) | 13 giorni e 12 ore            | 9,52 nodi (17,63 km/h)  |
| 4-15 giugno 1841            | Columbia                 | Cunard Line                                   |          | Liverpool   | Halifax    | 2 534 miglia nautiche (4 693 km) | 10 giorni e 19 ore            | 9,78 nodi (18,11 km/h)  |
| 29 aprile-11 maggio 1843    | Great Western            | Great Western Steamship Company               |          | Liverpool   | New York   | 3 068 miglia nautiche (5 682 km) | 12 giorni e 18 ore            | 10,03 nodi (18,58 km/h) |
| 19-29 luglio 1845           | Cambria                  | Cunard Line                                   |          | Liverpool   | Halifax    | 2 534 miglia nautiche (4 693 km) | 9 giorni, 20 ore e 30 minuti  | 10,71 nodi (19,83 km/h) |
| 3-12 giugno 1848            | America                  | Cunard Line                                   |          | Liverpool   | Halifax    | 2 534 miglia nautiche (4 693 km) | 9 giorni e 16 minuti          | 11,71 nodi (21,69 km/h) |
| 14-23 ottobre 1848          | Europa                   | Cunard Line                                   |          | Liverpool   | Halifax    | 2 534 miglia nautiche (4 693 km) | 8 giorni e 23 ore             | 11,79 nodi (21,84 km/h) |
| 18-27 maggio 1850           | Asia                     | Cunard Line                                   |          | Liverpool   | Halifax    | 2 534 miglia nautiche (4 693 km) | 8 giorni, 14 ore e 50 minuti  | 12,25 nodi (22,69 km/h) |
| 11-21 settembre 1850        | Pacific                  | Collins Line                                  |          | Liverpool   | New York   | 3 050 miglia nautiche (5 650 km) | 10 giorni, 4 ore e 45 minuti  | 12,46 nodi (23,08 km/h) |
| 6-16 agosto 1851            | Baltic                   | Collins Line                                  |          | Liverpool   | New York   | 3 039 miglia nautiche (5 628 km) | 9 giorni, 19 ore e 26 minuti  | 12,91 nodi (23,91 km/h) |
| 28 giugno-7 luglio 1854     | Baltic                   | Collins Line                                  |          | Liverpool   | New York   | 3 037 miglia nautiche (5 625 km) | 9 giorni, 16 ore e 52 minuti  | 13,04 nodi (24,15 km/h) |
| 19-29 aprile 1856           | Persia                   | Cunard Line                                   |          | Liverpool   | Sandy Hook | 3 045 miglia nautiche (5 639 km) | 9 giorni, 16 ore e 16 minuti  | 13,11 nodi (24,28 km/h) |
| 19-27 luglio 1863           | Scotia                   | Cunard Line                                   |          | Queenstown  | New York   | 2 820 miglia nautiche (5 220 km) | 8 giorni e 3 ore              | 14,46 nodi (26,78 km/h) |
| 17-25 maggio 1872           | Adriatic                 | White Star Line                               |          | Queenstown  | Sandy Hook | 2 778 miglia nautiche (5 145 km) | 7 giorni, 23 ore e 17 minuti  | 14,53 nodi (26,91 km/h) |
| 30 luglio-7 agosto 1875     | Germanic                 | White Star Line                               |          | Queenstown  | Sandy Hook | 2 800 miglia nautiche (5 200 km) | 7 giorni, 23 ore e 7 minuti   | 14,65 nodi (27,13 km/h) |
| 17-25 settembre 1875        | City of Berlin           | Inman Line                                    |          | Queenstown  | Sandy Bank | 2 829 miglia nautiche (5 239 km) | 7 giorni, 18 ore e 2 minuti   | 15,21 nodi (28,17 km/h) |
| 27 ottobre-4 novembre 1876  | Britannic                | White Star Line                               |          | Queenstown  | Sandy Hook | 2 795 miglia nautiche (5 176 km) | 7 giorni, 13 ore e 11 minuti  | 15,43 nodi (28,58 km/h) |
| 6-13 aprile 1877            | Germanic                 | White Star Line                               |          | Queenstown  | Sandy Hook | 2 830 miglia nautiche (5 240 km) | 7 giorni, 11 ore e 37 minuti  | 15,76 nodi (29,19 km/h) |
| 9-16 aprile 1882            | Alaska                   | Guion Line                                    |          | Queenstown  | Sandy Hook | 2 802 miglia nautiche (5 189 km) | 7 giorni, 6 ore e 20 minuti   | 16,07 nodi (29,76 km/h) |
| 14-21 maggio 1882           | Alaska                   | Guion Line                                    |          | Queenstown  | Sandy Hook | 2 871 miglia nautiche (5 317 km) | 7 giorni, 4 ore e 12 minuti   | 16,67 nodi (30,87 km/h) |
| 18-25 giugno 1882           | Alaska                   | Guion Line                                    |          | Queenstown  | Sandy Hook | 2 836 miglia nautiche (5 252 km) | 7 giorni, 1 ora e 58 minuti   | 16,98 nodi (31,45 km/h) |
| 29 aprile-6 maggio 1883     | Alaska                   | Guion Line                                    |          | Queenstown  | Sandy Hook | 2 844 miglia nautiche (5 267 km) | 6 giorni, 23 ore e 48 minuti  | 17,05 nodi (31,58 km/h) |
| 13-19 aprile 1884           | Oregon                   | Guion Line                                    |          | Queenstown  | Sandy Hook | 2 861 miglia nautiche (5 299 km) | 6 giorni, 10 ore e 10 minuti  | 18,56 nodi (34,37 km/h) |
| 16-22 agosto 1885           | Etruria                  | Cunard Line                                   |          | Queenstown  | Sandy Hook | 2 801 miglia nautiche (5 187 km) | 6 giorni, 5 ore e 31 minuti   | 18,73 nodi (34,69 km/h) |
| 29 maggio-4 giugno 1887     | Umbria                   | Cunard Line                                   |          | Queenstown  | Sandy Hook | 2 848 miglia nautiche (5 274 km) | 6 giorni, 4 ore e 12 minuti   | 19,22 nodi (35,60 km/h) |
| 27 maggio-2 giugno 1888     | Etruria                  | Cunard Line                                   |          | Queenstown  | Sandy Hook | 2 854 miglia nautiche (5 286 km) | 6 giorni, 1 ora e 55 minuti   | 19,56 nodi (36,23 km/h) |
| 21-26 maggio 1889           | City of Paris            | Inman Line                                    |          | Queenstown  | Sandy Hook | 2 855 miglia nautiche (5 287 km) | 5 giorni, 23 ore e 7 minuti   | 19,95 nodi (36,95 km/h) |
| 22-28 agosto 1889           | City of Paris            | Inman Line                                    |          | Queenstown  | Sandy Hook | 2 788 miglia nautiche (5 163 km) | 5 giorni, 19 ore e 18 minuti  | 20,01 nodi (37,06 km/h) |
| 1891                        | Majestic                 | White Star Line                               |          | Queenstown  | Sandy Hook | 2 777 miglia nautiche (5 143 km) | 5 giorni, 18 ore e 8 minuti   | 20,1 nodi (37,2 km/h)   |
| 13-19 agosto 1891           | Teutonic                 | White Star Line                               |          | Queenstown  | Sandy Hook | 2 778 miglia nautiche (5 145 km) | 5 giorni, 16 ore e 31 minuti  | 20,35 nodi (37,69 km/h) |
| 22-27 luglio 1892           | City of Paris            | Inman Line                                    |          | Queenstown  | Sandy Hook | 2 735 miglia nautiche (5 065 km) | 5 giorni, 15 ore e 58 minuti  | 20,48 nodi (37,93 km/h) |
| 13-18 ottobre 1892          | City of Paris            | Inman Line                                    |          | Queenstown  | Sandy Hook | 2 782 miglia nautiche (5 152 km) | 5 giorni, 14 ore e 24 minuti  | 20,7 nodi (38,3 km/h)   |
| 18-23 giugno 1893           | Campania                 | Cunard Line                                   |          | Queenstown  | Sandy Hook | 2 864 miglia nautiche (5 304 km) | 5 giorni, 15 ore e 37 minuti  | 21,12 nodi (39,11 km/h) |
| 12-17 agosto 1894           | Campania                 | Cunard Line                                   |          | Queenstown  | Sandy Hook | 2 776 miglia nautiche (5 141 km) | 5 giorni, 9 ore e 29 minuti   | 21,44 nodi (39,71 km/h) |
| 26-31 agosto 1894           | Lucania                  | Cunard Line                                   |          | Queenstown  | Sandy Hook | 2 787 miglia nautiche (5 162 km) | 5 giorni, 8 ore e 38 minuti   | 21,65 nodi (40,10 km/h) |
| 23-28 settembre 1894        | Lucania                  | Cunard Line                                   |          | Queenstown  | Sandy Hook | 2 782 miglia nautiche (5 152 km) | 5 giorni, 7 ore e 48 minuti   | 21,75 nodi (40,28 km/h) |
| 21-26 ottobre 1894          | Lucania                  | Cunard Line                                   |          | Queenstown  | Sandy Hook | 2 779 miglia nautiche (5 147 km) | 5 giorni, 7 ore e 23 minuti   | 21,81 nodi (40,39 km/h) |
| 30 marzo-3 aprile 1898      | Kaiser Wilhelm der Große | Norddeutscher Lloyd                           |          | Needles     | Sandy Hook | 3 120 miglia nautiche (5 780 km) | 5 giorni e 20 ore             | 22,29 nodi (41,28 km/h) |
| 6-12 luglio 1900            | Deutschland              | HAPAG                                         |          | Eddystone   | Sandy Hook | 3 044 miglia nautiche (5 637 km) | 5 giorni, 15 ore e 46 minuti  | 22,42 nodi (41,52 km/h) |
| 26 agosto-1º settembre 1900 | Deutschland              | HAPAG                                         |          | Cherbourg   | Sandy Hook | 3 050 miglia nautiche (5 650 km) | 5 giorni, 12 ore e 29 minuti  | 23,02 nodi (42,63 km/h) |
| 26 luglio-1º agosto 1901    | Deutschland              | HAPAG                                         |          | Cherbourg   | Sandy Hook | 3 141 miglia nautiche (5 817 km) | 5 giorni, 16 ore e 12 minuti  | 23,06 nodi (42,71 km/h) |
| 10-16 settembre 1902        | Kronprinz Wilhelm        | Norddeutscher Lloyd                           |          | Cherbourg   | Sandy Hook | 3 047 miglia nautiche (5 643 km) | 5 giorni, 11 ore e 57 minuti  | 23,09 nodi (42,76 km/h) |
| 2-8 settembre 1903          | Deutschland              | HAPAG                                         |          | Cherbourg   | Sandy Hook | 3 054 miglia nautiche (5 656 km) | 5 giorni, 11 ore e 54 minuti  | 23,15 nodi (42,87 km/h) |
| 6-10 ottobre 1907           | Lusitania                | Cunard Line                                   |          | Queenstown  | Sandy Hook | 2 780 miglia nautiche (5 150 km) | 4 giorni, 19 ore e 52 minuti  | 23,99 nodi (44,43 km/h) |
| 17-21 maggio 1908           | Lusitania                | Cunard Line                                   |          | Queenstown  | Sandy Hook | 2 889 miglia nautiche (5 350 km) | 4 giorni, 20 ore e 22 minuti  | 24,83 nodi (45,99 km/h) |
| 5-10 luglio 1908            | Lusitania                | Cunard Line                                   |          | Queenstown  | Sandy Hook | 2 891 miglia nautiche (5 354 km) | 4 giorni, 19 ore e 36 minuti  | 25,01 nodi (46,32 km/h) |
| 8-12 agosto 1909            | Lusitania                | Cunard Line                                   |          | Queenstown  | Ambrose    | 2 890 miglia nautiche (5 350 km) | 4 giorni, 16 ore e 40 minuti  | 25,65 nodi (47,50 km/h) |
| 26-30 settembre 1909        | Mauretania               | Cunard Line                                   |          | Queenstown  | Ambrose    | 2 784 miglia nautiche (5 156 km) | 4 giorni, 10 ore e 51 minuti  | 26,06 nodi (48,26 km/h) |
| 17-22 luglio 1929           | Bremen                   | Norddeutscher Lloyd                           |          | Cherbourg   | Ambrose    | 3 164 miglia nautiche (5 860 km) | 4 giorni, 17 ore e 42 minuti  | 27,83 nodi (51,54 km/h) |
| 20-25 marzo 1930            | Europa                   | Norddeutscher Lloyd                           |          | Cherbourg   | Ambrose    | 3 157 miglia nautiche (5 847 km) | 4 giorni, 17 ore e 6 minuti   | 27,91 nodi (51,69 km/h) |
| 27 giugno-2 luglio 1933     | Bremen                   | Norddeutscher Lloyd                           |          | Cherbourg   | Ambrose    | 3 149 miglia nautiche (5 832 km) | 4 giorni, 16 ore e 48 minuti  | 27,92 nodi (51,71 km/h) |
| 11-16 agosto 1933           | Rex                      | Italia - Società di Navigazione               |          | Gibilterra  | Ambrose    | 3 181 miglia nautiche (5 891 km) | 4 giorni, 13 ore e 58 minuti  | 28,92 nodi (53,56 km/h) |
| 30 maggio-3 giugno 1935     | Normandie                | Compagnie Générale Transatlantique            |          | Bishop Rock | Ambrose    | 2 971 miglia nautiche (5 502 km) | 4 giorni, 3 ore e 2 minuti    | 29,98 nodi (55,52 km/h) |
| 20-24 agosto 1936           | Queen Mary               | Cunard Line                                   |          | Bishop Rock | Ambrose    | 2 907 miglia nautiche (5 384 km) | 4 giorni e 27 minuti          | 30,14 nodi (55,82 km/h) |
| 29 luglio-1º agosto 1937    | Normandie                | Compagnie Générale Transatlantique            |          | Bishop Rock | Ambrose    | 2 906 miglia nautiche (5 382 km) | 3 giorni, 23 ore e 2 minuti   | 30,58 nodi (56,63 km/h) |
| 4-8 agosto 1938             | Queen Mary               | Cunard Line                                   |          | Bishop Rock | Ambrose    | 2 907 miglia nautiche (5 384 km) | 3 giorni, 21 ore e 48 minuti  | 30,99 nodi (57,39 km/h) |
| 11-15 luglio 1952           | United States            | United States Lines                           |          | Bishop Rock | Ambrose    | 2 906 miglia nautiche (5 382 km) | 3 giorni, 12 ore e 12 minuti  | 34,51 nodi (63,91 km/h) |

### Traversata verso est
| Data                        | Nave                     | Armatore                                      | Bandiera | Da         | A           | Distanza                         | Durata                        | Velocità                |
| --------------------------- | ------------------------ | --------------------------------------------- | -------- | ---------- | ----------- | -------------------------------- | ----------------------------- | ----------------------- |
| 1º-19 maggio 1838           | Sirius                   | British and American Steam Navigation Company |          | New York   | Falmouth    | 3 159 miglia nautiche (5 850 km) | 18 giorni                     | 7,31 nodi (13,54 km/h)  |
| 7-22 maggio 1838            | Great Western            | Great Western Steamship Company               |          | New York   | Avonmouth   | 3 218 miglia nautiche (5 960 km) | 14 giorni, 15 ore e 59 minuti | 9,14 nodi (16,93 km/h)  |
| 25 giugno-8 luglio 1838     | Great Western            | Great Western Steamship Company               |          | New York   | Avonmouth   | 3 099 miglia nautiche (5 739 km) | 12 giorni, 16 ore e 34 minuti | 10,17 nodi (18,83 km/h) |
| 4-14 agosto 1840            | Britannia                | Cunard Line                                   |          | Halifax    | Liverpool   | 2 610 miglia nautiche (4 830 km) | 9 giorni, 21 ore e 44 minuti  | 10,98 nodi (20,33 km/h) |
| 28 aprile-11 maggio 1842    | Great Western            | Great Western Steamship Company               |          | New York   | Liverpool   | 3 248 miglia nautiche (6 015 km) | 12 giorni, 7 ore e 30 minuti  | 10,99 nodi (20,35 km/h) |
| 4-14 aprile 1843            | Columbia                 | Cunard Line                                   |          | Halifax    | Liverpool   | 2 534 miglia nautiche (4 693 km) | 9 giorni e 12 ore             | 11,11 nodi (20,58 km/h) |
| 18-27 maggio 1843           | Hibernia                 | Cunard Line                                   |          | Halifax    | Liverpool   | 2 534 miglia nautiche (4 693 km) | 9 giorni, 10 ore e 44 minuti  | 11,18 nodi (20,71 km/h) |
| 18-27 luglio 1843           | Hibernia                 | Cunard Line                                   |          | Halifax    | Liverpool   | 2 534 miglia nautiche (4 693 km) | 8 giorni, 22 ore e 44 minuti  | 11,8 nodi (21,9 km/h)   |
| 19-28 luglio 1849           | Canada                   | Cunard Line                                   |          | Halifax    | Liverpool   | 2 534 miglia nautiche (4 693 km) | 8 giorni, 12 ore e 44 minuti  | 12,38 nodi (22,93 km/h) |
| 10-20 maggio 1851           | Pacific                  | Collins Line                                  |          | New York   | Liverpool   | 3 078 miglia nautiche (5 700 km) | 9 giorni, 20 ore e 14 minuti  | 13,03 nodi (24,13 km/h) |
| 7-17 febbraio 1852          | Arctic                   | Collins Line                                  |          | New York   | Liverpool   | 3 051 miglia nautiche (5 650 km) | 9 giorni, 17 ore e 15 minuti  | 13,06 nodi (24,19 km/h) |
| 2-12 aprile 1956            | Persia                   | Cunard Line                                   |          | Sandy Hook | Liverpool   | 3 048 miglia nautiche (5 645 km) | 9 giorni, 10 ore e 22 minuti  | 13,46 nodi (24,93 km/h) |
| 14-23 maggio 1856           | Persia                   | Cunard Line                                   |          | Sandy Hook | Liverpool   | 3 048 miglia nautiche (5 645 km) | 9 giorni, 3 ore e 24 minuti   | 13,89 nodi (25,72 km/h) |
| 6-15 agosto 1856            | Persia                   | Cunard Line                                   |          | Sandy Hook | Liverpool   | 3 046 miglia nautiche (5 641 km) | 8 giorni, 23 ore e 19 minuti  | 14,15 nodi (26,21 km/h) |
| 16-24 dicembre 1863         | Scotia                   | Cunard Line                                   |          | New York   | Queenstown  | 2 800 miglia nautiche (5 200 km) | 8 giorni, 5 ore e 42 minuti   | 14,16 nodi (26,22 km/h) |
| 4-12 dicembre 1869          | City of Brussels         | Inman Line                                    |          | Sandy Hook | Queenstown  | 2 780 miglia nautiche (5 150 km) | 7 giorni, 20 ore e 33 minuti  | 14,74 nodi (27,30 km/h) |
| 11-19 gennaio 1873          | Baltic                   | White Star Line                               |          | Sandy Hook | Queenstown  | 2 840 miglia nautiche (5 260 km) | 7 giorni, 20 ore e 9 minuti   | 15,09 nodi (27,95 km/h) |
| 2-10 ottobre 1875           | City of Berlin           | Inman Line                                    |          | Sandy Hook | Queenstown  | 2 820 miglia nautiche (5 220 km) | 7 giorni, 15 ore e 28 minuti  | 15,37 nodi (28,47 km/h) |
| 5-13 febbraio 1876          | Germanic                 | White Star Line                               |          | Sandy Hook | Queenstown  | 2 894 miglia nautiche (5 360 km) | 7 giorni, 15 ore e 17 minuti  | 15,79 nodi (29,24 km/h) |
| 16-24 dicembre 1876         | Britannic                | White Star Line                               |          | Sandy Hook | Queenstown  | 2 892 miglia nautiche (5 356 km) | 7 giorni, 12 ore e 41 minuti  | 15,94 nodi (29,52 km/h) |
| 22-29 luglio 1879           | Arizona                  | Guion Line                                    |          | Sandy Hook | Queenstown  | 2 810 miglia nautiche (5 200 km) | 7 giorni, 8 ore e 11 minuti   | 15,96 nodi (29,56 km/h) |
| 30 maggio-6 giugno 1882     | Alaska                   | Guion Line                                    |          | Sandy Hook | Queenstown  | 2 791 miglia nautiche (5 169 km) | 6 giorni e 22 ore             | 16,81 nodi (31,13 km/h) |
| 12-19 settembre 1882        | Alaska                   | Guion Line                                    |          | Sandy Hook | Queenstown  | 2 781 miglia nautiche (5 150 km) | 6 giorni, 18 ore e 37 minuti  | 17,10 nodi (31,67 km/h) |
| 29 marzo-5 aprile 1884      | Oregon                   | Guion Line                                    |          | Sandy Hook | Queenstown  | 2 916 miglia nautiche (5 400 km) | 7 giorni, 2 ore e 18 minuti   | 17,12 nodi (31,71 km/h) |
| 26 aprile-3 maggio 1884     | Oregon                   | Guion Line                                    |          | Sandy Hook | Queenstown  | 2 916 miglia nautiche (5 400 km) | 6 giorni, 16 ore e 57 minuti  | 18,09 nodi (33,50 km/h) |
| 30 luglio-6 agosto 1884     | Oregon                   | Cunard Line                                   |          | Sandy Hook | Queenstown  | 2 853 miglia nautiche (5 284 km) | 6 giorni, 12 ore e 54 minuti  | 18,18 nodi (33,67 km/h) |
| 3-10 settembre 1884         | Oregon                   | Cunard Line                                   |          | Sandy Hook | Queenstown  | 2 853 miglia nautiche (5 284 km) | 6 giorni, 11 ore e 9 minuti   | 18,39 nodi (34,06 km/h) |
| 1º-7 agosto 1885            | Etruria                  | Cunard Line                                   |          | Sandy Hook | Queenstown  | 2 822 miglia nautiche (5 226 km) | 6 giorni e 9 ore              | 18,44 nodi (34,15 km/h) |
| 7-14 luglio 1888            | Etruria                  | Cunard Line                                   |          | Sandy Hook | Queenstown  | 2 981 miglia nautiche (5 521 km) | 6 giorni, 4 ore e 50 minuti   | 19,36 nodi (35,85 km/h) |
| 15-22 maggio 1889           | City of Paris            | Inman Line                                    |          | Sandy Hook | Queenstown  | 2 894 miglia nautiche (5 360 km) | 6 giorni e 29 minuti          | 20,03 nodi (37,10 km/h) |
| 17-23 agosto 1892           | City of New York         | Inman Line                                    |          | Sandy Hook | Queenstown  | 2 814 miglia nautiche (5 212 km) | 5 giorni, 19 ore e 57 minuti  | 20,11 nodi (37,24 km/h) |
| 6-12 maggio 1893            | Campania                 | Cunard Line                                   |          | Sandy Hook | Queenstown  | 2 928 miglia nautiche (5 423 km) | 5 giorni, 17 ore e 27 minuti  | 21,3 nodi (39,4 km/h)   |
| 6-12 maggio 1894            | Lucania                  | Cunard Line                                   |          | Sandy Hook | Queenstown  | 2 911 miglia nautiche (5 391 km) | 3 giorni, 13 ore e 28 minuti  | 21,81 nodi (40,39 km/h) |
| 2-8 giugno 1894             | Lucania                  | Cunard Line                                   |          | Sandy Hook | Queenstown  | 2 911 miglia nautiche (5 391 km) | 5 giorni, 12 ore e 59 minuti  | 21,9 nodi (40,6 km/h)   |
| 18-24 maggio 1895           | Lucania                  | Cunard Line                                   |          | Sandy Hook | Queenstown  | 2 897 miglia nautiche (5 365 km) | 5 giorni, 11 ore e 40 minuti  | 22 nodi (41 km/h)       |
| 23-29 novembre 1897         | Kaiser Wilhelm der Große | Norddeutscher Lloyd                           |          | Sandy Hook | Needles     | 3 065 miglia nautiche (5 676 km) | 5 giorni, 17 ore e 23 minuti  | 22,33 nodi (41,36 km/h) |
| 18-24 luglio 1900           | Deutschland              | HAPAG                                         |          | Sandy Hook | Eddystone   | 3 085 miglia nautiche (5 713 km) | 5 giorni, 15 ore e 5 minuti   | 22,84 nodi (42,30 km/h) |
| 4-10 settembre 1900         | Deutschland              | HAPAG                                         |          | Sandy Hook | Eddystone   | 2 981 miglia nautiche (5 521 km) | 5 giorni, 7 ore e 38 minuti   | 23,36 nodi (43,26 km/h) |
| 13-19 giugno 1901           | Deutschland              | HAPAG                                         |          | Sandy Hook | Eddystone   | 3 083 miglia nautiche (5 710 km) | 5 giorni, 11 ore e 51 minuti  | 23,38 nodi (43,30 km/h) |
| 10-17 luglio 1901           | Deutschland              | HAPAG                                         |          | Sandy Hook | Eddystone   | 3 082 miglia nautiche (5 708 km) | 5 giorni, 11 ore e 50 minuti  | 23,51 nodi (43,54 km/h) |
| 14-20 giugno 1904           | Kaiser Wilhelm II        | Norddeutscher Lloyd                           |          | Sandy Hook | Eddystone   | 3 112 miglia nautiche (5 763 km) | 5 giorni, 11 ore e 58 minuti  | 23,58 nodi (43,67 km/h) |
| 19-24 ottobre 1907          | Lusitania                | Cunard Line                                   |          | Sandy Hook | Queenstown  | 2 807 miglia nautiche (5 199 km) | 4 giorni, 22 ore e 53 minuti  | 23,61 nodi (43,73 km/h) |
| 30 novembre-5 dicembre 1907 | Mauretania               | Cunard Line                                   |          | Beady Hook | Queenstown  | 2 807 miglia nautiche (5 199 km) | 4 giorni, 22 ore e 33 minuti  | 23,69 nodi (43,87 km/h) |
| 25-30 gennaio 1908          | Mauretania               | Cunard Line                                   |          | Sandy Hook | Queenstown  | 2 932 miglia nautiche (5 430 km) | 5 giorni, 2 ore e 41 minuti   | 23,9 nodi (44,3 km/h)   |
| 7-12 marzo 1908             | Mauretania               | Cunard Line                                   |          | Sandy Hook | Queenstown  | 2 932 miglia nautiche (5 430 km) | 5 giorni e 50 minuti          | 24,42 nodi (45,23 km/h) |
| 3-8 febbraio 1909           | Mauretania               | Cunard Line                                   |          | Ambrose    | Queenstown  | 2 930 miglia nautiche (5 430 km) | 4 giorni, 20 ore e 27 minuti  | 25,16 nodi (46,60 km/h) |
| 17-22 marzo 1909            | Mauretania               | Cunard Line                                   |          | Ambrose    | Queenstown  | 2 934 miglia nautiche (5 434 km) | 4 giorni, 18 ore e 35 minuti  | 25,61 nodi (47,43 km/h) |
| 5-10 maggio 1909            | Mauretania               | Cunard Line                                   |          | Ambrose    | Queenstown  | 2 934 miglia nautiche (5 434 km) | 4 giorni, 18 ore e 11 minuti  | 25,7 nodi (47,6 km/h)   |
| 16-21 giugno 1909           | Mauretania               | Cunard Line                                   |          | Ambrose    | Queenstown  | 2 933 miglia nautiche (5 432 km) | 4 giorni, 17 ore e 21 minuti  | 25,88 nodi (47,93 km/h) |
| 20-25 agosto 1924           | Mauretania               | Cunard Line                                   |          | Ambrose    | Cherbourg   | 3 198 miglia nautiche (5 923 km) | 5 giorni, 1 ora e 49 minuti   | 26,25 nodi (48,62 km/h) |
| 27 luglio-1º agosto 1929    | Bremen                   | Norddeutscher Lloyd                           |          | Ambrose    | Eddystone   | 3 084 miglia nautiche (5 712 km) | 4 giorni, 14 ore e 30 minuti  | 27,91 nodi (51,69 km/h) |
| 10-15 giugno 1933           | Bremen                   | Norddeutscher Lloyd                           |          | Ambrose    | Cherbourg   | 3 199 miglia nautiche (5 925 km) | 4 giorni, 16 ore e 15 minuti  | 28,51 nodi (52,80 km/h) |
| 7-11 giugno 1935            | Normandie                | Compagnie Générale Transatlantique            |          | Ambrose    | Bishop Rock | 3 015 miglia nautiche (5 584 km) | 4 giorni, 3 ore e 25 minuti   | 30,31 nodi (56,13 km/h) |
| 26-30 agosto 1936           | Queen Mary               | Cunard Line                                   |          | Ambrose    | Bishop Rock | 2 939 miglia nautiche (5 443 km) | 3 giorni, 23 ore e 57 minuti  | 30,63 nodi (56,73 km/h) |
| 18-22 marzo 1937            | Normandie                | Compagnie Générale Transatlantique            |          | Ambrose    | Bishop Rock | 2 967 miglia nautiche (5 495 km) | 4 giorni e 6 minuti           | 30,99 nodi (57,39 km/h) |
| 4-8 agosto 1937             | Normandie                | Compagnie Générale Transatlantique            |          | Ambrose    | Bishop Rock | 2 936 miglia nautiche (5 437 km) | 3 giorni, 22 ore e 7 minuti   | 31,20 nodi (57,78 km/h) |
| 10-14 agosto 1938           | Queen Mary               | Cunard Line                                   |          | Ambrose    | Bishop Rock | 2 938 miglia nautiche (5 441 km) | 3 giorni, 20 ore e 42 minuti  | 31,69 nodi (58,69 km/h) |
| 3-7 luglio 1952             | United States            | United States Lines                           |          | Ambrose    | Bishop Rock | 2 942 miglia nautiche (5 449 km) | 3 giorni, 10 ore e 40 minuti  | 35,59 nodi (65,91 km/h) |